# Tekeler, Karpuzlu
Tekeler là một xã thuộc huyện Karpuzlu, tỉnh Aydın, Thổ Nhĩ Kỳ. Dân số thời điểm năm 2010 là 2.088 người.